# Blue Crush
Blue Crush is een surf- en tienerfilm uit 2002, geregisseerd door John Stockwell. Het verhaal is gebaseerd op het artikel "Surfer Girls Of Maui" in het magazine "Outside". De film vertelt het verhaal over drie vriendinnen die hun ultieme droom willen laten uitkomen, surfen op Hawaï's North Shore op de beruchte Banzai Pipeline. In de hoofdrollen spelen Kate Bosworth, Michelle Rodríguez, Sanoe Lake en Mika Boorem.

## Plot
Anne-Marie (Kate Bosworth), Eden (Michelle Rodríguez) en Lena (Sanoe Lake) zijn beste vriendinnen, Anne-Marie en haar vriendinnen hebben haar 14 jaar oude zusje 'Penny' (Mika Boorem) samen opgevoed omdat Anne-Maries moeder er met een vriend is vandoor gegaan naar Las Vegas, die vriend wilde de kinderen liever niet meenemen, dus bleven ze alleen achter. Terwijl Penny op school zit werken Anne-Marie en haar vriendinnen in een groot resort hotel als kamermeisjes, maar belangrijker, ze zijn allemaal surfers! Iedere ochtend voordat ze naar hun werk gaan en Penny afzetten op school traint Anne-Marie voor haar comeback in de surfwereld, ze was ooit een enorm talent, maar door een bijna fatale wipe-out was ze sindsdien doodsbang van hoge golven en gevaarlijke wipe-outs, haar vriendinnen, vooral Eden probeert haar te overtuigen om terug op te klimmen naar de top.
Anne-Marie wordt uitgenodigd op het surf-event van het jaar in Hawaï, "The North Shore Pipe Masters", een groot toernooi waar ze hoopt de aandacht te trekken van sponsors en zo haar vriendinnen en zusje een beter leven te kunnen geven. Tijdens haar voorbereiding heeft ze allerlei problemen waaronder haar zus die lastig doet en een man in haar leven.
Tijdens haar werk als kamermeisje loopt ze Matt Tollman (Matthew Davis) een American Football-ster uit Amerika tegen het lijf die in Hawaï is voor de Pro-Bowl. Matt is op Hawaï met enkele van zijn ploegmaten en wordt al snel geïnteresseerd door het surfen, hij zou graag surflessen hebben van Anne-Marie, na enkele pogingen gaat ze akkoord. Al snel krijgt Anne-Marie er een hele hoop problemen bij, waaronder de lokale surfers die een probleem hebben met het feit dat Anne-Marie Matt meeneemt naar exclusieve plaatsen waar alleen lokale surfers mogen komen, daarbovenop komt nog eens dat Eden vindt dat ze de Pipe Masters niet serieus neemt en dat Matt daar de hoofdreden van is.
Na enkele incidenten met Matt besluit Anne-marie zich volledig toe te leggen op het toernooi, op de dag van het toernooi heeft ze angstaanvallen en ziet ze die dag waarop het allemaal fout ging terug in haar hoofd. Ze gaat hard neer op een van de grootste golven van de dag en wordt naar de kant gehaald, Matt vertelt haar dan een verhaaltje over doorzetting en moed waardoor Anne-Marie beslist weer het water in te gaan. Ze haalt een perfecte score en is door naar de volgende 'heat'. Deze keer moet ze tegen Keala Kennelly, een van de eerste vrouwelijke pro-surfers ter wereld, nadat Kennelly haar punten heeft gescoord en zo goed als zeker is van kwalificatie peddelt ze naar Anne-Marie en maant ze haar aan om toch minstens één golf te nemen, Anne-Marie raapt al haar moed bijeen en kiest voor de grootste golf van de dag, ze doet het schitterend en als ze op het strand aankomt staan, Matt, Eden, Lena, Penny haar op te wachten samen met kleine meisjes die allemaal een handtekening willen en een vertegenwoordiger van BillaBong die haar graag een contract zou aanbieden.

## Rolverdeling
- Kate Bosworth - Anne-Marie Chadwick
- Michelle Rodríguez - Eden
- Sanoe Lake - Lena
- Mika Boorem - Penny Chadwick
- Matthew Davis - Matt Tollman
- Chris Taloa - Drew
- Kala Alexander - Kala
- Keala Kennelly - Zichzelf
- Jenn Boneza - Marisa (als Jenn Bonenza)
- Tara Sweatt - Devon
- Ruben Tejada - JJ

Naast Keala Kennelly, die een echte rol heeft, hebben nog een aantal bekende surfers een cameo in de film: Carol Anne Philips, Coco Ho, Rochelle Ballard, Layne Beachley, Megan Abubo, Brian Keaulana, Tom Carroll, Jamie O'Brien, Bruce Irons en Makua Rothman.

## Soundtrack
- "If I Could Fall In Love" — Lenny Kravitz
- "Rock Star (Jason Nevins Remix Edit)" — N.E.R.D
- "Party Hard" — Beenie Man
- "Cruel Summer (Blestenation Mix)" — Blestenation
- "Big Love" — Chicken
- "Daybreaker" — Beth Orton
- "Everybody Got Their Something" — Nikka Costa
- "Front To Back (Fatboy Slim Remix)" — Playgroup
- "And Be Loved" — Damian Marley
- "Destiny" — Zero 7
- "Firesuite" — Doves
- "Youth Of The Nation" — P.O.D.